# Bouillac (Aveyron)
Bouillac es una comuna francesa situada en el departamento de Aveyron, en la región de Occitania.

## Demografía
| 538 | 514 | 520 | 506 | 453 | 426 | 376 |
| Para los censos de 1962 a 1999 la población legal corresponde a la población sin duplicidades (Fuente: INSEE [Consultar]) |     |     |     |     |     |     |